# 田邊哲人
田邊哲人（たなべ てつんど、1942年11月4日 - ）は、スポーツチャンバラの創始者で、社団法人国際スポーツチャンバラ協会及び社団法人日本スポーツチャンバラ協会会長。真葛焼（横浜焼）とその創始者の宮川香山の研究家としても知られている。
　

## 来歴
1942年11月4日にパラオで生まれ、2歳で静岡県由比町に移り二ノ宮で育つ。自由が丘産能短期大学卒業。佛教大学仏教学科卒業。最終学歴は多摩大学大学院経営情報学研究科博士課程前期修了で、後に同大学院同窓会の会長を務めた。学生時代から国際警備株式会社（現株式会社KSP）の常務となり、現在は株式会社KSP副会長や取締役を務める。
1960年代後半から明治時代の真葛焼とその創始者の宮川香山の研究を始め、その研究と作品の収集においての第一人者となり、収集作品は博物館や美術館などの常設展や特別展に出展されている。
1973年、全日本護身道連盟（後の国際スポーツチャンバラ協会、日本スポーツチャンバラ協会）を設立。
2014年春の叙勲で藍綬褒章受章。絵画・陶芸・書を嗜み、二科展で5年連続で入賞している。
2016年、横浜文化賞受賞。
2022年、秋の叙勲で旭日小綬章受章。

## 著書
- 護身道
- 小太刀 護身道 入門 (上巻・下巻)（第一印刷社）
- 小太刀 護身道（叢文社）
- スポーツチャンバラのすすめ（叢文社）
- スポーツチャンバラ（叢文社）
- 和英 スポーツチャンバラ（叢文社）
- 帝室技藝員 眞葛香山 （ていしつぎげいいん　まくずこうざん）（叢文社）
- スポチャンをやろう！（そうぶん社スポーツ）
- 大日本明治の美　横浜焼、東京焼 （叢文社）
- 田邊哲人コレクション　大日本明治の美　横浜焼、東京焼 （叢文社）
- スポチャン物語（叢文社）